# Voldemort Can't Stop the Rock!
Voldemort Can't Stop the Rock! è il secondo album degli Harry and the Potters, gruppo punk statunitense a tema su Harry Potter. Registrato tra il maggio e il giugno 2004, vede ancora Ernie, l'amico dei due componenti alla batteria e Georg ala produzione artistica.

## Tracce
1. Voldemort Can't Stop the Rock! – 3:05
2. The Weasle – 2:01
3. The Missing Arm of Viktor Krum – 1:54
4. Fred and George – 2:26
5. Keeping Secrets from Me – 1:44
6. Cornelius Fudge is an Ass – 1:34
7. Dumbledore's Army – 4:56
8. These Dreams Are Dark – 3:16
9. Stick it to Dolores – 2:23
10. S.P.E.W. – 1:01
11. The Human Hosepipe – 3:33
12. Luna Lovegood is OK – 2:20
13. The Godfather: Part II – 2:25
14. The Weapon – 4:27

## Formazione
- Joe DeGeorge - voce, chitarra e tastiere
- Paul DeGeorge - voce, chitarra e tastiere

## Altri componenti
- Ernie - batteria